# We Are The Fuck'n World
『We Are The Fuck'n World』（ウィ アー ザ ファッキン ワールド）は、日本のバンドThe Mirrazの通算5枚目のアルバムである。2011年1月19日発売。発売元はKINOI RECORDS。

## 概要
- 前作『TOP OF THE FUCK'NWORLD』から4ヶ月でのリリース。前作とは対極に位置するアルバムと語っており、公式では『3.5th Album』とされている。
- 自主レーベル「KINOI RECORDS」からのリリース第一弾。
- オリコン初登場21位を記録。前作の最高位を更新した。
- 発売同日に今までサポートメンバーをつとめていた中島慶三（ベース）と佐藤真彦（ギター）が正式メンバーとして加入したことを発表。
- 「We Are The Fuck'n World」「あーあ」「ソシタラ ～人気名前ランキング2009、愛という名前は64位です～」はPVが制作されている。いずれも監督はボーカルの畠山。
- 各店の予約特典は以下の通り
  - タワーレコード:「NO MUSIC,NO LIFE」ポストカード
  - HMV:「The Mirrazオリジナルステッカー　HMV ver」
  - TSUTAYA:「The Mirrazオリジナルステッカー TSUTAYA ver」

## 収録曲
1. We Are The Fuck'n World[3:11]
歌詞の中に「マクドナルド」「サイゼ」「ミスド」「ガスト」「スタバ」が出てくる。
2. あーあ[4:51]
3. 正式にはフランケンというのは博士の名前である[3:56]
4. ああん[2:55]
5. なんでもない、なんでもないよ[5:30]
6. 今にも落ちてきそうな空の下で[3:26]
歌詞の中に「空海」「木の実ナナ」が出てくる。曲名はジョジョの奇妙な冒険のサブタイトル。
7. 結局地球は僕を中心に回るんだ[2:59]
8. ソシタラ ～人気名前ランキング2009、愛という名前は64位です～[3:22]
歌詞の中に「クロノ・トリガー」「スター・ウォーズ・シリーズ」「三国志」が出てくる。